# Ctenochira albomaculata
Ctenochira albomaculata är en stekelart som beskrevs av Dmitriy R. Kasparyan 1976. Ctenochira albomaculata ingår i släktet Ctenochira och familjen brokparasitsteklar. Inga underarter finns listade i Catalogue of Life.